# FrieslandCampina

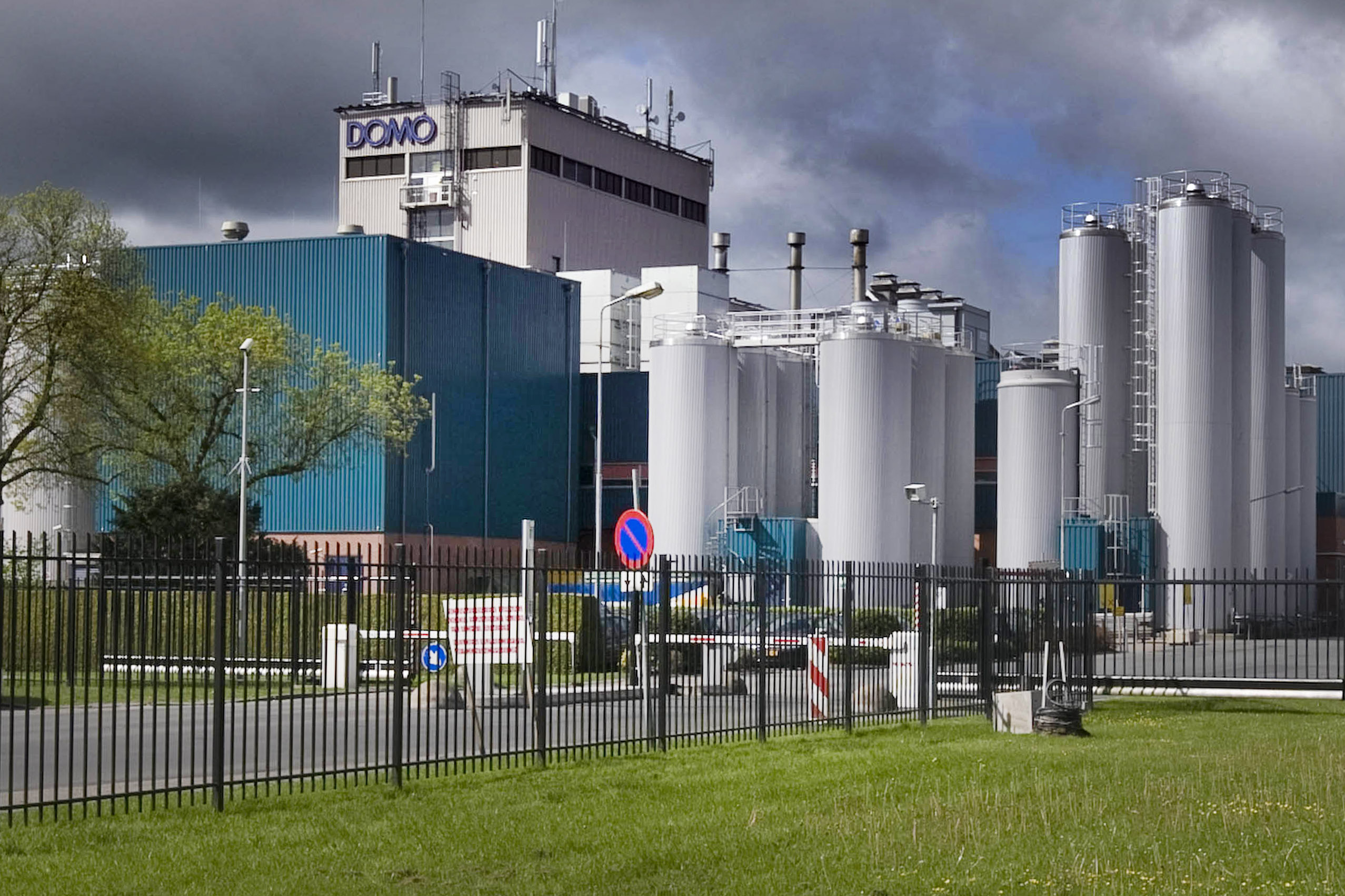
FrieslandCampina Domo в Бедюме, Нидерланды (2012)

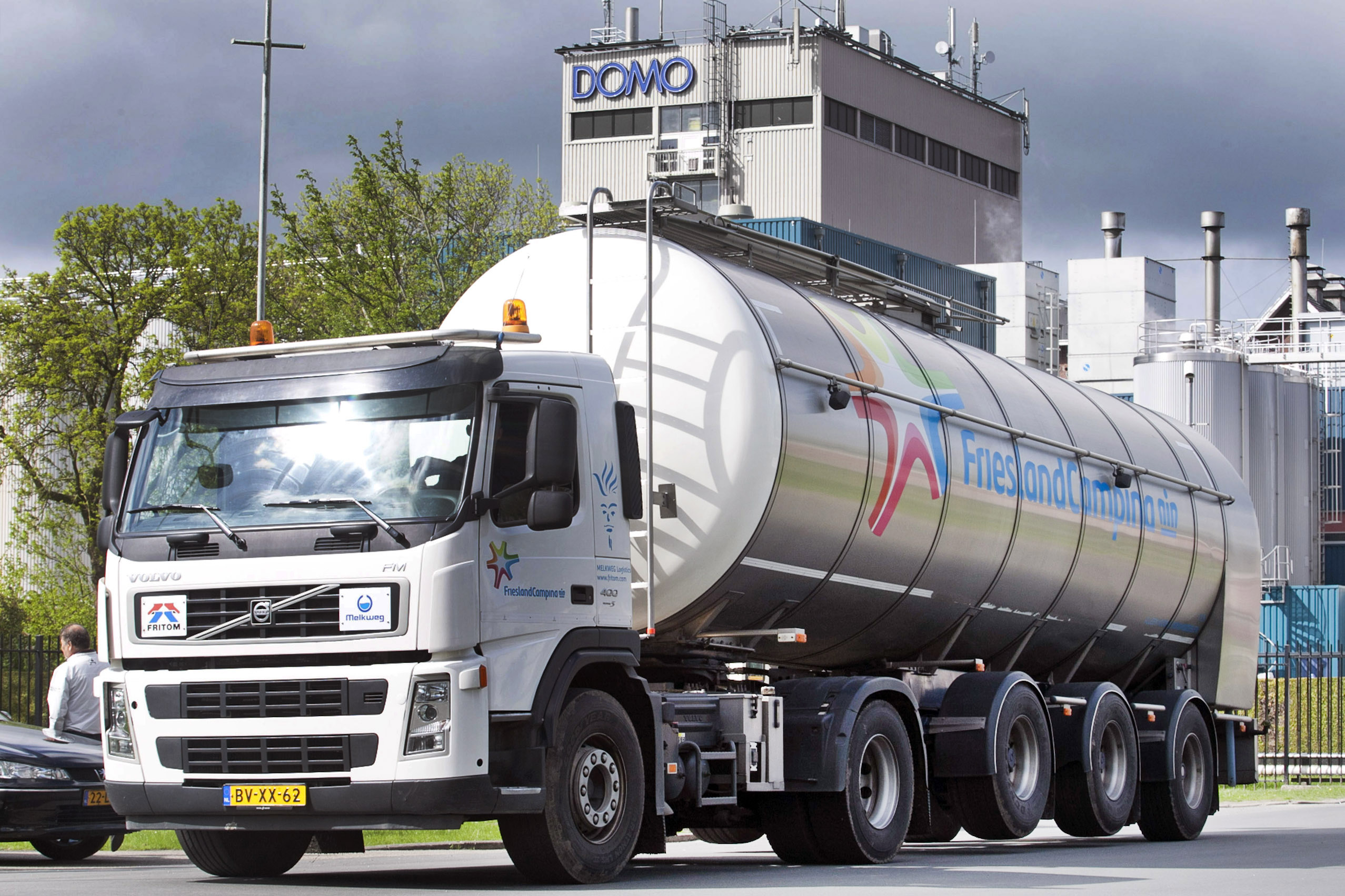
Седельный автопоезд Volvo FM, перевозящий молоко

Royal FrieslandCampina N.V. — голландский многонациональный молочный кооператив, базирующийся в Амерсфорте. Основан 30 декабря 2008 года в результате слияния Friesland Foods и Campina. Европейская комиссия одобрила слияние 17 декабря 2008 года при условии, что новая компания откажется от некоторых видов деятельности.
FrieslandCampina — один из крупнейших в мире молочных кооперативов и одна из 5 крупнейших молочных компаний мира с годовым доходом 11 миллиардов евро (по состоянию на 2016 год). Компания FrieslandCampina имеет филиалы в 33 странах и насчитывает в общей сложности 21927 сотрудников.
Основные бренды компании: Friesche Vlag, Chocomel / CeCemel, Fristi, Frico, Friso, Dutch Lady, Milner, Campina, Landliebe, Optimel, Mona, Parrano, Lattiz, Debic, Olpers, Peak, Three Crowns и «Mix'it». Продукция FrieslandCampina продаётся более, чем в 100 странах мира.

## История
Компания Royal FrieslandCampina организована как кооператив, корни которого уходят в 1871 год. Рост компании происходит за счёт слияний и поглощений.
В конце 1997 года четыре голландских молочных кооператива объединились в Friesland Coberco Dairy Food. В июне 2004 года королева Нидерландов Беатрикс предоставила FCDF королевский статус. Компания FCDF была переименована в Royal Friesland Foods.
Компания Campina была создана в 1989 году в результате слияния двух региональных молочных кооперативов, Melkunie Holland и DMV Campina. После этого слияния компания носила название Campina Melkunie (до 2001 года).
В 2004 году компания Campina и датский молочный кооператив Arla Foods объявили о планах слияния, но по неизвестным причинам план был отменён в апреле 2005 года, хотя в настоящее время планы по другим формам сотрудничества всё ещё находятся на рассмотрении.
19 декабря 2007 года компании Campina и Friesland Foods объявили об изучении возможности слияния. ЕС одобрил слияние двух кооперативов при условии, что они продадут некоторые подразделения по производству сыра и молочных напитков.
В ассортимент продукции FrieslandCampina входят молоко, детское питание, молочные напитки, йогурты, десерты, сыры, масла, сливки, сухое молоко и молочные продукты. Фруктовые соки и морсы под названием Riedel были проданы в 2017 году.

## Longevity Brand
Сгущённое молоко Sữa Ông Thọ (Longevity), производимое конгломератом FrieslandCampina, поставляется во Вьетнам, США и Канаду. Потребители добавляют продукт во вьетнамский ледяной кофе (Cà phê sữa đá) и другие различные вьетнамские десерты. Продукт Sữa Ông Thọ массово производился в районе Сайгон-Бьенхоа и широко потреблялся во Вьетнаме. До 1975 года продукт выпускался компанией Friesland Foods. Сгущённое молоко Sữa Ông Thọ добавляли в кофе, смешивали с горячей водой для получения горячего молока для младенцев (поскольку свежее молоко было дорогим, и его приходилось импортировать), а также использовали для макания французского багета (bánh mì) и в других десертных блюдах. После падения Сайгона в 1975 году фабрики по производству Sữa Ông Thọ, наряду со всей другой коммерческой и частной собственностью, были коллективизированы коммунистами, а предприятия перешли в ведение государственной компании Vinamilk, которая продолжала производить сгущённое молоко Sữa Ông Thọ в США и Канаде для рынка Северной Америки, особенно для зарубежных вьетнамских потребителей, и всё больше для западных потребителей в связи с ростом популярности вьетнамского кофе и кухни. В Северной Америке бренд Longevity — Sữa Ông Thọ широко распространяется в азиатских супермаркетах и, чаще всего, в обычных супермаркетах.

## Бренды
Продукция конгломерата FrieslandCampina продаётся в Греции под брендом Nounou, в Индонезии — под брендом Frisian Flag, в Брунее, Гонконге, Малайзии, Филиппинах, Сингапуре и Вьетнаме — под брендом Dutch Lady, в Таиланде — под брендом Foremost, а в Нигерии — под брендом PEAK MILK. Под другими брендами выпускаются молочные коктейли Yazoo.
Бренды с заявлениями о пользе для здоровья:
- Campina Optimel (Нидерланды, Гонконг): ориентированы на возрастные группы +50, +60 и +70
- Campina Optiwell (Германия)
- Campina Vifit (Германия и Нидерланды)
- Campina Fruttis (Россия)
- Campina Betagen (Таиланд) — совместное предприятие с Thai Advanced Food

## Дочерние компании
- Comelco NV (Бельгия) (1989)[17]
- Deltown Specialities (США) (1989)
- Menken Consumptiemelk Activiteiten (Нидерланды) (1997)
- Menken Dairy Food (Нидерланды) (1997)
- Menken Polderland (Нидерланды) (1997)
- Parmalat Thailand (Таиланд) (2003)
- Napolact (Румыния) (2004)
- Innovatech Argentina (Аргентина) (2005)
- Alaska Milk Corporation (Филиппины) (2012)
- Engro Foods Limited (Пакистан) 2016
- Friso (Филиппины) (2016)

### Campina GmbH
- Südmilch AG, 1993[18]
- Kutel, 1998
- Emzett, 1999
- Strothmann